# 新西爾基 (盧茨克區)
50°28′20″N 25°0′17″E / 50.47222°N 25.00472°E
新西爾基（烏克蘭語：Новосілки）是位於烏克蘭西北部的村莊，由沃倫州盧茨克區的霍羅希夫市鎮負責管轄。該村始建於1877年，面積1.19平方公里，海拔高度195米，2001年人口531，人口密度每平方公里448.1人。